# Кулаков, Павел Христофорович
Павел Христофорович Кулаков (29 января 1910 — 4 сентября 1979) — советский партийный и военно-политический деятель, первый секретарь Красноярского краевого комитета ВКП(б), член Военного совета Киевского военного округа, участник Великой Отечественной войны, генерал-майор. Кандидат в члены ЦК ВКП(б) в 1939—1952 г.

## Биография
Родился в городе Сорочинск Бузулукского уезда Самарской губернии (ныне — Сорочинский район Оренбургской области Российской Федерации) в семье ремонтного рабочего.
В апреле 1921 — апреле 1924 г. — пастух общества крестьян, наемник у зажиточных крестьян хутора Саннико-Васильевский Оренбургской губернии. В апреле — октябре 1924 г. — наемник у зажиточных крестьян села Ново-Сергеевки Покровского района Оренбургской губернии. В октябре 1924 — марте 1925 года работал в хозяйстве матери. В 1925 году вступил в комсомол.
В марте 1925 — мае 1926 г. — рабочий по ремонту машин, рабочий полеводческой бригады совхоза «Красная поляна» села Ново-Сергеевки Покровского района Оренбургской губернии. В мае 1926 — сентябре 1928 г. — рабочий, помощник мастера, заведующий производственными мастерскими кооперативного общества потребителей села Ново-Сергеевки Покровского района.
В сентябре 1928 — апреле 1931 г. — студент рабочего факультета при Самарском энергетическом институте.
Член ВКП(б) с декабря 1929 года.
С 10 апреля по октября 1931 г. курсант специального набора военной артиллерийской школы Украинского военного округа.
В октябре 1931 — октябре 1933 г. — студент, секретарь комитета ВЛКСМ Московского механико-машиностроительного института имени Баумана. В октябре 1933 — ноябре 1934 г. — помощник по комсомолу начальника политического отдела 1-го участка строительства железнодорожной магистрали Москва-Донбасс в городе Кашира Московской области. В ноябре 1934 — январе 1937 г. — студент Московского механико-машиностроительного института имени Баумана, получил специальность инженера-механика-технолога.
В январе — июле 1937 г. — инженер бригады Всесоюзного треста «Оргаметалл» на авиационном заводе № 18 и аспирант Московского механико-машиностроительного института имени Баумана. В июле 1937 — марте 1938 г. — секретарь партийного комитета ВКП(б) и аспирант кафедры электротехники Московского механико-машиностроительного института имени Баумана.
В марте — июне 1938 г. — ответственный организатор отдела руководящих партийных органов ЦК ВКП(б) по Челябинской области.
В июне — июле 1938 г. — исполняющий обязанности первого секретаря Красноярского краевого комитета ВКП(б). С 11 июля 1938 г. по 29 июня 1940 г. первый секретарь Красноярского краевого и городского комитетов ВКП(б), а также был членом Военного совета Сибирского военного округа.
В июле — сентябре 1940 г. — на лечении в Кремлёвской больнице в Москве. В сентябре 1940 — августе 1941 г. — главный контролер Народного комиссариата государственного контроля СССР по Народному комиссариату тяжелого машиностроения СССР. В августе 1941 — октябре 1942 г. — заместитель народного комиссара государственного контроля СССР.
С 1 октября 1942 г. мобилизован в Рабоче-крестьянскую Красную армию и направлен на Курсы усовершенствования высшего политического состава РККА, которые окончил в декабре 1942 года. Участник Великой Отечественной войны с декабря 1942. С 1 января 1943 г. в звании полковника назначен начальником политического отдела 65-й армии Донского и Центрального фронтов. С 29 июня 1943 г. начальник политического управления Западного фронта ПВО, который с 21 апреля 1944 г. стал Северным фронтом ПВО, с 29 мая 1944 г. генерал-майор.
В июле 1944 — мае 1946 г. — член Военного совета Киевского военного округа.
В мае 1946 — мае 1953 г. — заместитель министра государственного контроля СССР.
В мае 1953 — феврале 1954 г. — заместитель по политической части Начальника войск связи Министерства обороны СССР.
В феврале 1954 — июле 1956 г. — заместитель председателя ЦК Добровольного общества содействия армии, авиации и флоту (ДОСААФ) СССР.
В августе 1956 — сентябре 1957 г. — слушатель Высших академических курсов усовершенствования политического состава при Военно-политической академии имени В. И. Ленина.
В сентябре 1957 — июле 1958 г. — заместитель по политической части Начальника архива Министерства обороны СССР.
В июле 1958 — апреле 1960 г. — заместитель по политической части Начальника Центрального научно-исследовательского института-18 Главного разведывательного управления Генерального штаба Советской армии. ЦНИИ 18 — это научно-исследовательская организация в области военной радиолокации. В апреле — октябре 1960 г. — в распоряжении Главного политического управления Советской армии. С 22 октября 1960 г. в отставке.
В октябре 1960 — июне 1962 г. — главный специалист по электрической промышленности Государственного экономического совета.
С июня 1962 г. — персональный пенсионер союзного значения в Москве.
Умер в Москве 4 сентября 1979 года. Похоронен на Кунцевском кладбище.

## Звание
- Полковник;
- Генерал-майор (29.05.1944)[4].

## Награды[1]
- орден Трудового Красного Знамени (3.05.1940) — «за выдающиеся заслуги в деле освоения Северного Морского Пути и районов Крайнего Севера, а также за образцовую и самоотверженную работу в период арктических навигаций 1938 и 1939 годов»;
- орден Красного Знамени (1.04.1943);
- орден Отечественной войны I-й степени. (29.03.1944);
- медали.